# Penstemon rotundifolius
Penstemon rotundifolius là một loài thực vật có hoa trong họ Mã đề. Loài này được A. Gray mô tả khoa học đầu tiên năm 1887.